# Thị trường chứng khoán

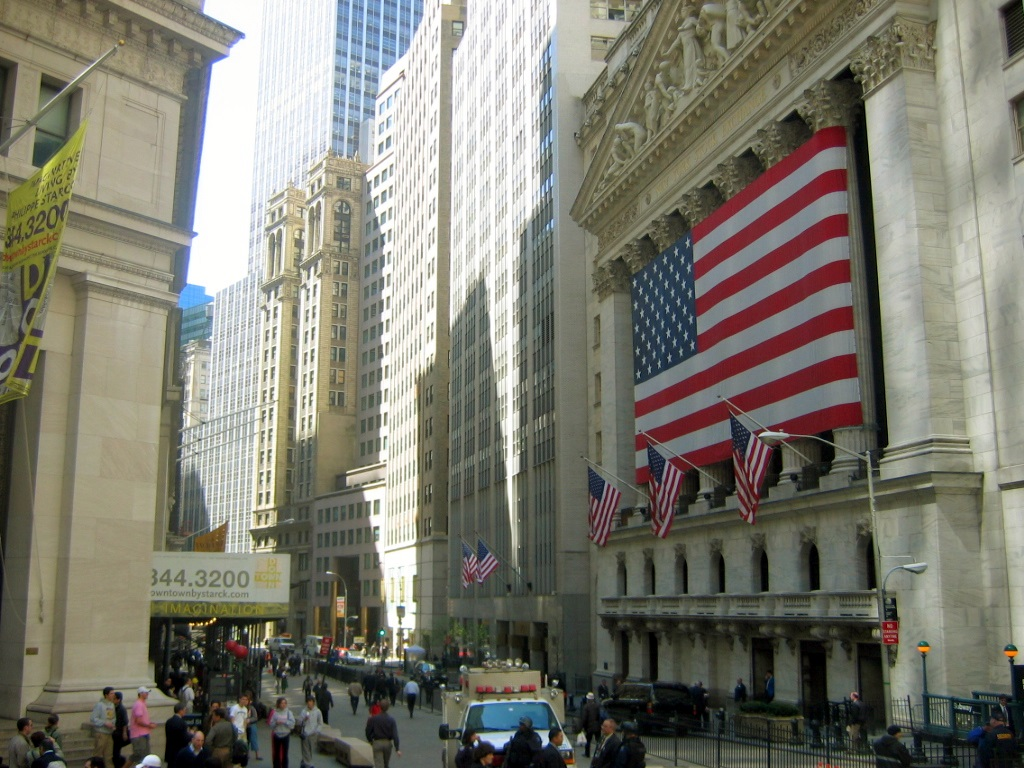
Sàn Giao dịch Chứng khoán New York

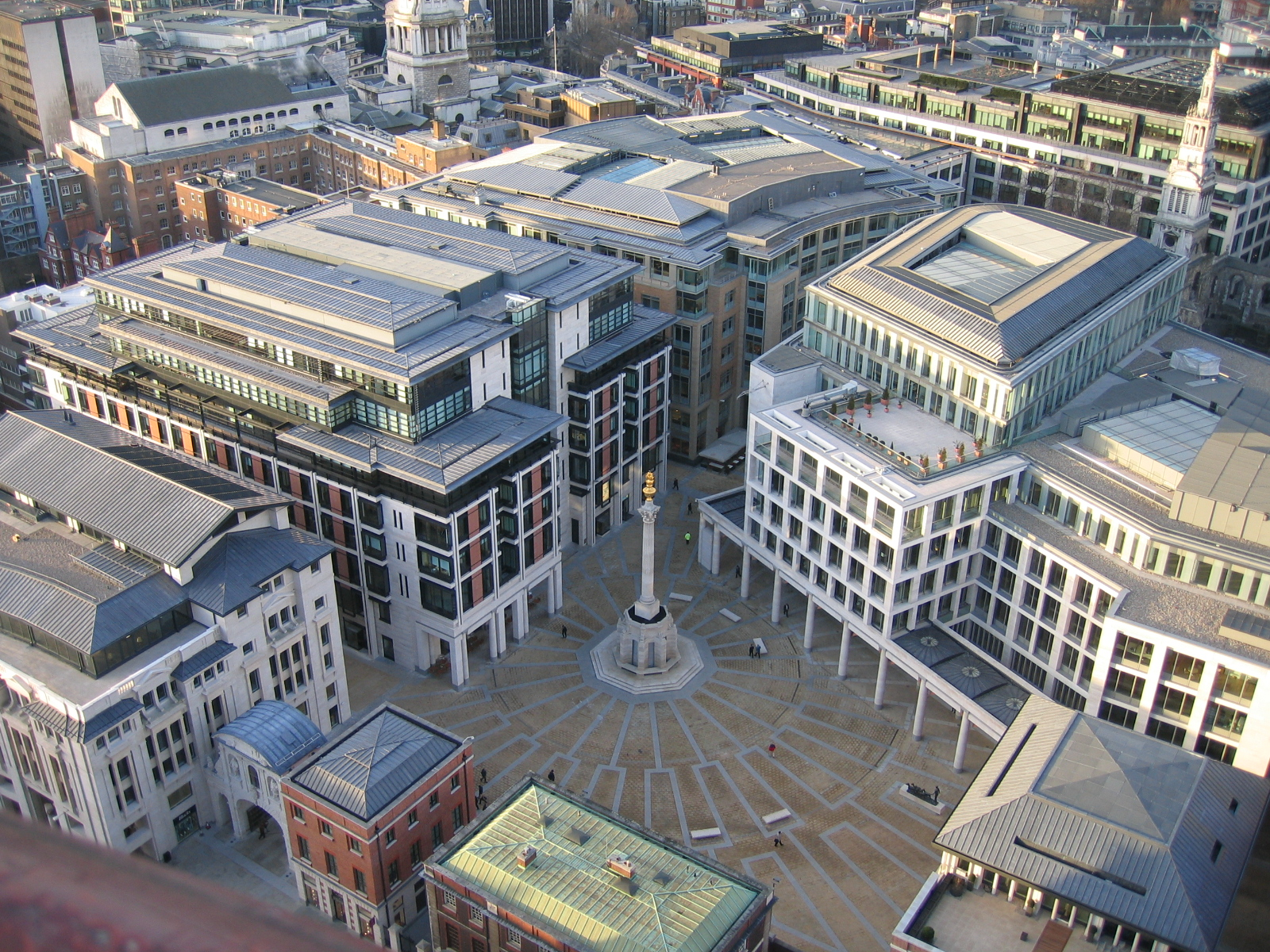
Sàn Giao dịch Chứng khoán London

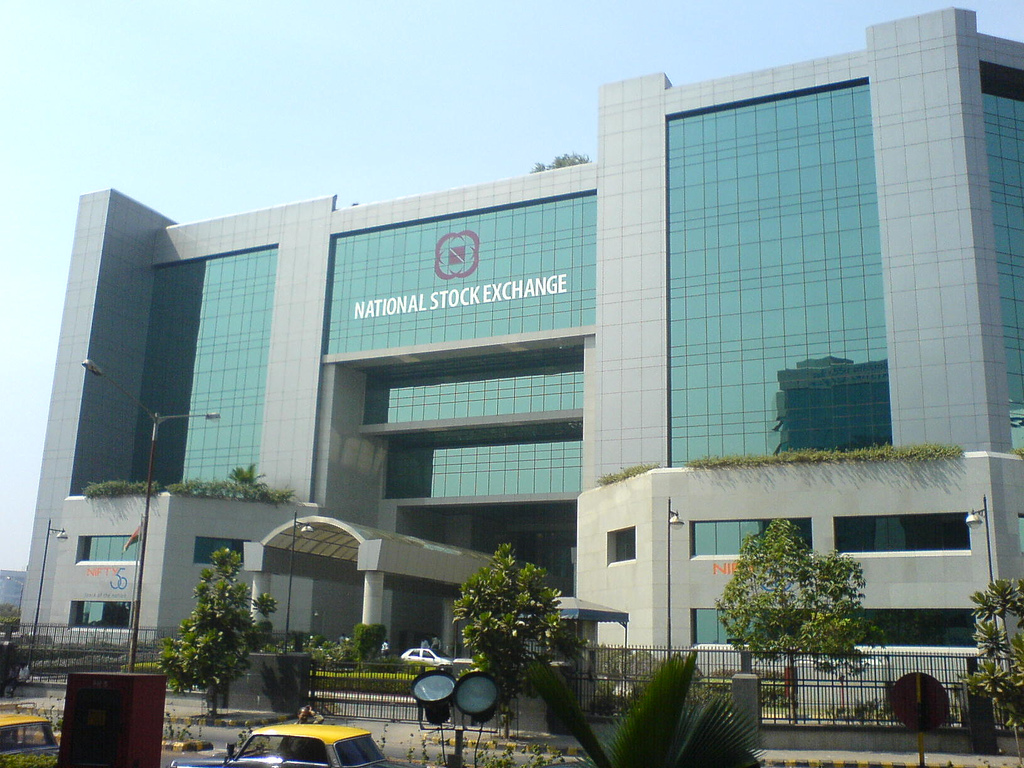
The Sàn Giao dịch Chứng khoán Quốc gia Ấn Độ

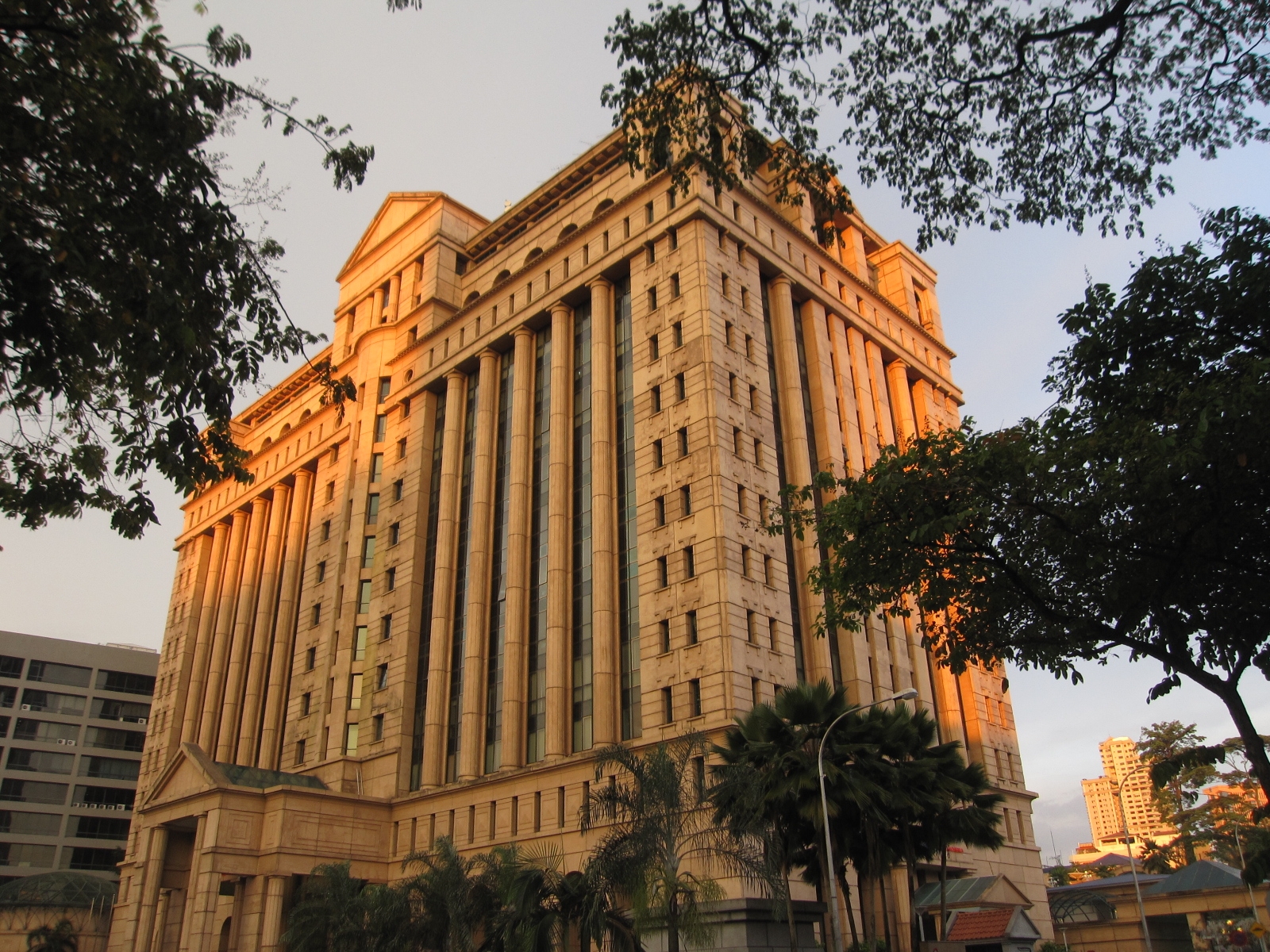
Văn phòng Bursa Malaysia, Sàn Giao dịch Chứng khoán Quốc gia Malaysia (trước đó có tên Sàn Giao dịch Chứng khoán Kuala Lumpur)

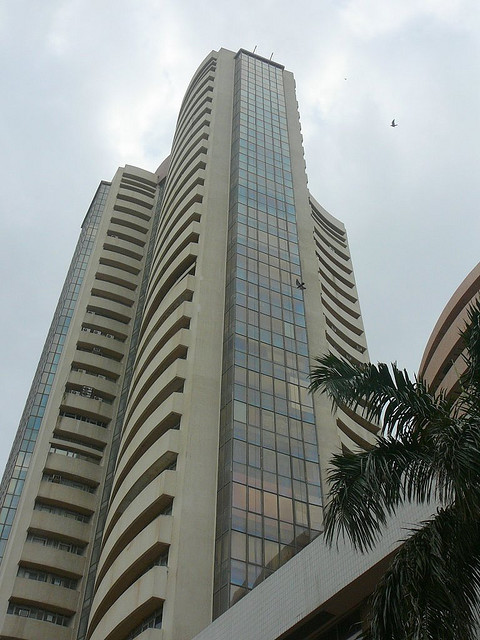
Được thành lập vào năm 1875, Sàn Giao dịch Chứng khoán Bombay là sàn giao dịch chứng khoán lâu đời nhất châu Á.

Thị trường chứng khoán là một tập hợp bao gồm những người mua và người bán cổ phiếu (hay chứng khoán), thứ đại diện cho quyền sở hữu của họ đối với một doanh nghiệp; chúng có thể bao gồm các cổ phiếu được niêm yết trên sàn giao dịch chứng khoán đại chúng, hoặc những cổ phiếu được giao dịch một cách không công khai, ví dụ như cổ phần của một công ty tư nhân được bán cho các nhà đầu tư thông qua các nền tảng gọi vốn cộng đồng. Những khoản đầu tư trên thị trường chứng khoán hầu hết được thực hiện thông qua môi giới chứng khoán và nền tảng giao dịch điện tử.
Cổ phiếu có thể được phân loại theo quốc gia nơi công ty được đặt trụ sở. Ví dụ, Nestlé và Novartis có trụ sở ở Thụy Sĩ và được giao dịch tại Sàn giao dịch SIX Thụy Sĩ, vì thế chúng có thể được coi là một phần của thị trường chứng khoán Thụy Sĩ, mặc dù vậy, có những cổ phiếu vẫn có thể được giao dịch tại các quốc gia khác, ví dụ như Biên lai lưu ký Mỹ (ADR) tại thị trường chứng khoán Hoa Kỳ.

## Quy mô các thị trường
Tổng vốn hóa thị trường của thị trường chứng khoán toàn cầu đã tăng từ 2,5 nghìn tỷ USD vào năm 1980 lên 68,65 nghìn tỷ USD vào cuối năm 2018. Tính đến ngày 31 tháng 12 năm 2019, tổng vốn hóa thị trường của toàn bộ số cổ phiếu toàn cầu đã đạt mức xấp xỉ 70,75 nghìn tỷ đô la Mỹ.
Có 60 sàn giao dịch chứng khoán trên toàn thế giới. Trong số đó, có 16 sàn giao dịch có vốn hóa thị trường đạt mức 1 nghìn tỷ USD trở lên, chiếm tỷ lệ 87% vốn hóa thị trường toàn thế giới. Ngoài Sàn giao dịch chứng khoán Úc, 16 sàn giao dịch này đều nằm tại Bắc Mỹ, châu Âu và châu Á.
Theo quốc gia, thị trường chứng khoán lớn nhất nằm Hoa Kỳ (khoảng 34%), theo sau là Nhật Bản (khoảng 6%) và Vương quốc Anh (khoảng 6%).

## Sàn giao dịch chứng khoán
Sàn giao dịch chứng khoán là một sàn giao dịch, tại đó những người môi giới chứng khoán và nhà giao dịch có thể mua và bán cổ phần thông qua cổ phiếu, trái phiếu và các loại chứng khoán. Trong thị trường, có nhiều công ty lớn niêm yết cổ phiếu của họ trên một sàn giao dịch chứng khoán nào đó. Điều này giúp cho cổ phiếu của họ có tính thanh khoản cao hơn và do vậy, thu hút nhiều nhà đầu tư hơn. Sàn giao dịch cũng đóng vai trò như một bên bảo lãnh cho giao dịch mua bán. Các cổ phiếu khác có thể được giao dịch "qua quầy" (OTC), có nghĩa thông qua đại lý. Một số công ty đủ lớn thậm chí còn niêm yết cổ phiếu của họ tại nhiều hơn một sàn giao dịch ở các quốc gia khác nhau để thu hút đầu tư từ nước ngoài.
Các sàn giao dịch chứng khoán cũng có khả năng thực hiện việc giao dịch của những loại chứng khoán khác, ví dụ như chứng khoán lãi suất cố định (trái phiếu) hoặc (ít phổ biến hơn) chứng khoán phái sinh, loại hình thường được giao dịch theo qua quầy.
Giao dịch trên thị trường chứng khoán có nghĩa là việc chuyển nhượng (trao đổi để lấy tiền) một loại cổ phiếu hoặc chứng khoán từ người bán cho người mua. Điều này yêu cầu cả hai bên phải có sự đồng thuận về giá cả. Sau khi giao dịch, người mua đã có vốn chủ sở hữu thông qua việc nắm giữ cổ phiếu, qua đó nhận được quyền lợi sở hữu đối với trong công ty phát hành loại cổ phiếu đó.
Những người tham gia trong thị trường chứng khoán bao gồm từ những nhà đầu tư cá nhân nhỏ lẻ cho tới những tổ chức có nguồn vốn khổng lồ đến từ các quốc gia khác trên thế giới, đó có thể là các ngân hàng, công ty bảo hiểm, quỹ hưu trí hoặc quỹ phòng hộ. Những lệnh mua hay bán của họ có thể được thực hiện thông qua một nhà giao dịch (cá nhân hoặc tổ chức) trên sàn chứng khoán.
Một số sàn giao dịch thực có vị trí xác định và là nơi mà các cuộc trao đổi được thực hiện trực tiếp ngay trên sàn, thông qua cách thức gọi là giao dịch mở. Cách thức này được sử dụng tại một số sàn giao dịch chứng khoán và sàn giao dịch hàng hóa, trong đó các nhà giao dịch sẽ đưa ra giá đề nghị và đấu giá với nhau. Một loại sàn giao dịch chứng khoán khác có sở hữu mạng lưới máy tính, giúp cho các giao dịch được thực hiện thông qua các mã lệnh điện tử. Một ví dụ cho loại hình này là sàn giao dịch NASDAQ của Mỹ.
Một người mua tiềm năng sẽ đưa ra một mức giá mua vào cụ thể cho một loại cổ phiếu, và một người bán tiềm năng cũng sẽ yêu cầu một mức giá bán ra cụ thể cho loại cổ phiếu đó. Việc mua hay bán trên thị trường được thực hiện khi bạn chấp nhận bất kỳ mức giá mua vào hoặc giá bán ra nào cho một loại cổ phiếu. Khi giá mua vào và giá bán ra khớp nhau, giao dịch sẽ được diễn ra, trên cơ sở ai ra giá trước được trước trong trường hợp có nhiều người cùng đưa ra mức giá giống nhau.
Mục đích của sàn giao dịch chứng khoán là tạo điều kiện thuận lợi cho các giao dịch chứng khoán giữa người mua và người bán, từ đó cung cấp một thị trường ở quy mô nhỏ. Các sàn giao dịch cũng cung cấp thông tin giao dịch thời gian thực của các cổ phiếu đang được niêm yết, tạo nên cơ chế giúp nhà giao dịch phát hiện giá (price discovery mechanism).
Sàn giao dịch chứng khoán New York (NYSE) là một sàn giao dịch thực, với một thị trường hỗn hợp giúp nhà đầu tự đặt lệnh điện tử dễ dàng, từ sàn giao dịch cho tới bất cứ nơi đâu. Các lệnh được thực hiện trên sàn giao dịch được đưa vào thông qua những người tham gia giao dịch và được chuyển xuống cho một môi giới sàn, người sẽ nhập lệnh điện tử xuống trụ sở sàn giao dịch cho nhà tạo lập thị trường được chỉ định (viết tắt là "DMM") để hoàn tất việc giao dịch lệnh cho mã chứng khoán. Công việc của nhà tạo lập thị trường là duy trì thị trường hai mặt, tạo ra các lệnh mua và bán chứng khoán khi không có người mua và người bán. Nếu có khoảng cách giữa giá mua vào và giá bán ra, không giao dịch nào được thực hiện - lúc này nhà tạo lập thị trường sẽ phải sử dụng nguồn lực của họ (tiền hoặc cổ phiếu) để thu hẹp khoảng cách. Một khi có giao dịch được thực hiện, các chi tiết sẽ được báo cáo trong một "cuốn băng" và được gửi lại tới công ty môi giới, sau đó công ty này sẽ có trách nhiệm thông báo tới nhà đầu tư đã đặt lệnh. Máy tính đóng một vai trò quan trọng, đặc biệt đối với giao dịch chương trình.
NASDAQ là một sàn giao dịch điện tử, nơi mà tất cả các giao dịch sẽ được thực hiện thông qua hệ thống máy tính. Quá trình này cũng tương tự với Sàn giao dịch chứng khoán New York. Một hoặc nhiều nhà tạo lập thị trường của NASDAQ sẽ luôn cung cấp giá mua vào và bán ra mà tại đó họ sẽ luôn mua vào hoặc bán ra cổ phiếu "của họ".
Sàn giao dịch chứng khoán Paris, nay là một phần của Euronext, là một sàn giao dịch điện tử theo lệnh. Nó đã được tự động hóa vào khoảng cuối thập niên 1980. Đầu thập niên 1980, nó bao gồm một sàn giao dịch mở. Các môi giới chứng khoán gặp nhau tại sàn giao dịch ở Cung điện Brongniart. Năm 1986, hệ thống giao dịch CATS được giới thiệu và hệ thống khớp lệnh cũng được tự động hóa hoàn toàn.
Những người giao dịch chứng khoán sẽ ưa chuộng việc giao dịch trên các sàn phổ biến nhất bởi chúng đem lại số lượng đối tác tiềm năng cao nhất (người bán cho người mua, và người mua cho người bán) và có thể là mức giá cũng tốt nhất.
Tuy nhiên, vẫn luôn luôn có những cách khác như việc người môi giới cố gắng đưa các bên đến với nhau bên ngoài sàn giao dịch. Một số sàn giao dịch thứ ba nổi tiếng là Instinet, về sau còn có Island và Archipelago (hai sàn sau đã được mua lại lần lượt bởi Nasdaq và NYSE). Một lợi thế trong việc này là họ có thể tránh được tiền hoa hồng cho việc giao dịch. Tuy nhiên, nó cũng có những vấn đề ví dụ như lựa chọn trái ngược. Do đó, các nhà quản lý tài chính vẫn luôn đầy nghi vấn với việc giao dịch trong bóng tối như vậy.

## Các bên tham gia thị trường
Các bên tham gia thị trường bao gồm nhà đầu tư cá nhân nhỏ lẻ, nhà đầu tư tổ chức (ví dụ như các quỹ hưu trí, công ty bảo hiểm, quỹ tương hỗ, quỹ chỉ số, quỹ giao dịch, quỹ phòng hộ, các nhóm nhà đầu tư, các ngân hàng và các định chế tài chính khác), và cả các công ty giao dịch đại chúng giao dịch chính cổ phiếu của họ. Các nhà tư vấn Robo, những người tự động hóa các khoản đầu tư cho các cá nhân cũng là một bên tham gia đáng kể trong thị trường.

### Cơ cấu của thành phần trong thị trường

#### Đầu tư trực tiếp và gián tiếp
Đầu tư gián tiếp có nghĩa là sở hữu cổ phần một cách gián tiếp, ví dụ như thông qua một quỹ tương hỗ hoặc quỹ giao dịch trao đổi. Đầu tư trực tiếp có nghĩa là sở hữu cổ phần trực tiếp.
Tại Mỹ, tỷ lệ cá nhân sở hữu cổ phiếu trực tiếp đã tăng nhẹ từ 17,8% vào năm 1992 lên 17,9% vào năm 2007, giá trị trung bình mỗi người sở hữu cũng tăng từ 14.778 đô la Mỹ lên 17,000 đô la Mỹ. Trong khi đó, tỷ lệ tham gia gián tiếp dưới hình thức tài khoản nghỉ hưu đã tăng từ mức 39,3% vào năm 1992 lên thành 52,6% vào năm 2007, với giá trị trung bình của các tài khoản đã tăng gấp đôi từ 22.000 đô la Mỹ lên thành 45.000 đô la Mỹ.  Các nhà kinh tế học Rydqvist, Spizman và Strebulaev đã diễn giải sự tăng trưởng khác biệt giữa các khoản đầu tư trực tiếp và gián tiếp là do chính sách thuế khác biệt đối với mỗi loại hình đầu tư tại nước này. Đối với việc đầu tư vào quỹ hưu trí và quỹ 401ks, hai loại hình phổ biến nhất của đầu tư gián tiếp tại Mỹ, chính phủ chỉ đánh thuế khi người đầu tư rút tiền ra khỏi tài khoản. Ngược lại, số tiền sử dụng cho việc mua chứng khoán trực tiếp sẽ bị tính thuế và đồng thời là cả khoản cổ tức và lãi vốn nhận được từ doanh nghiệp. Bằng cách này, chính sách thuế đã khuyến khích các cá nhân đầu tư trực tiếp nhiều hơn.

#### Mức độ tham gia dựa trên thu nhập và tài sản
Tỷ lệ tham gia và giá trị cổ phiếu nắm giữ có sự khác nhau đáng kể giữa các nhóm thu nhập trong xã hội. Tại Mỹ, với nhóm người có mức thu nhập thấp nhất, chỉ 5,5% trong tổng số các hộ gia đình trực tiếp sở hữu cổ phiếu và 10,7% nắm giữ cổ phiếu gián tiếp dưới dạng tài khoản hưu trí. Trong khi đó, đối với nhóm người có mức thu nhập cao nhất, tỷ lệ sở hữu cổ phiếu trực tiếp là 47,5% và tỷ lệ sở hữu cổ phiếu gián tiếp thông qua tài khoản hưu trí lên tới 89,6%. Giá trị cổ phiếu nắm giữ trung bình của nhóm có thu nhập thấp nhất là 4.000 đô la Mỹ, trong khi con số này là 78.600 đô la Mỹ đối với tầng lớp có thu nhập cao nhất, theo số liệu vào năm 2007. Giá trị cổ phiếu trung bình được nắm giữ gián tiếp thông qua tài khoản hưu trí của hai nhóm này cũng đạt lần lượt là 6.300 và 214.800 đô la Mỹ. Kể tử cuộc Đại Suy thoái vào năm 2008, các hộ gia đình thuộc nhóm nửa dưới về mức thu nhập đã giảm tỷ lệ tham gia sở hữu cổ phiếu cả trực tiếp và gián tiếp từ mức 53,2% vào năm 2007 xuống còn 48,8% vào năm 2013. Sự đối lập được thể hiện rõ nét khi cũng trong giai đoạn này, các hộ gia đình nằm trong nửa trên lại đầu tư nhiều hơn với tỷ lệ tham gia tăng từ 91,7% lên thành 92,1%. Giá trị trung bình của các khoản đầu tư cổ phiếu trực tiếp và gián tiếp của nhóm hộ gia đình nằm ở nửa dưới về mức thu nhập có sự giảm nhẹ từ 53.800 đô la Mỹ vào năm 2007 xuống còn 53.600 đô la Mỹ vào năm 2013. Đối với nhóm ở nửa trên, giá trị trung bình của các khoản đầu tư trong cùng khoảng thời gian cũng giảm từ 982.000 đô la Mỹ xuống còn 969.300 đô la Mỹ. Giá trị cổ phiếu nắm giữ trung bình của toàn bộ các hộ gia đình tại nước Mỹ được tính toán là vào khoảng 269.900 trong năm 2013.

#### Mức độ tham gia dựa trên chủng tộc và giới tính
Theo khảo sát, các hộ gia đình đứng đầu là người da trắng sẽ có khả năng sở hữu cổ phiếu cao gấp 4 đến 6 lần so với các hộ gia đình đứng đầu bởi người da đen hoặc người gốc châu Mỹ Latin. Tính đến năm 2011, tỷ lệ người tham gia đầu tư chứng khoán tại Mỹ đạt mức 19.6%, trong đó các hộ gia đình da trắng có tỷ lệ tham gia là 24,5%, con số này chỉ đạt lần lượt là 6,4% và 4,3% đối với các hộ gia đình da đen và hộ gia đình gốc châu Mỹ Latin. Tỷ lệ sở hữu gián tiếp thông qua chương trình 401k cũng chỉ ra xu hướng tương tự với tỷ lệ tham gia toàn quốc là 42,1%, có 46,4% hộ gia đình da trắng tham gia, chỉ có 31,7% hộ gia đình da đen tham gia, và thấp nhất vẫn là các hộ gia đình gốc châu Mỹ Latin với tỷ lệ 25,8%. Các gia đình có cặp đôi kết hôn với nhau tham gia với tỷ lệ cao hơn trung bình toàn quốc với tỷ lệ là 25,6% sở hữu trực tiếp và 53,4% sở hữu gián tiếp qua tài khoản hưu trí. 14,7% các gia đình đứng đầu bởi nam giới tham gia thị trường trực tiếp và 33,4% sở hữu gián tiếp. 12,6% số gia đình đứng đầu là phụ nữ sở hữ cổ phiếu trực tiếp và tỷ lệ sở hữu cổ phiếu gián tiếp là 28,7%.

## Lịch sử

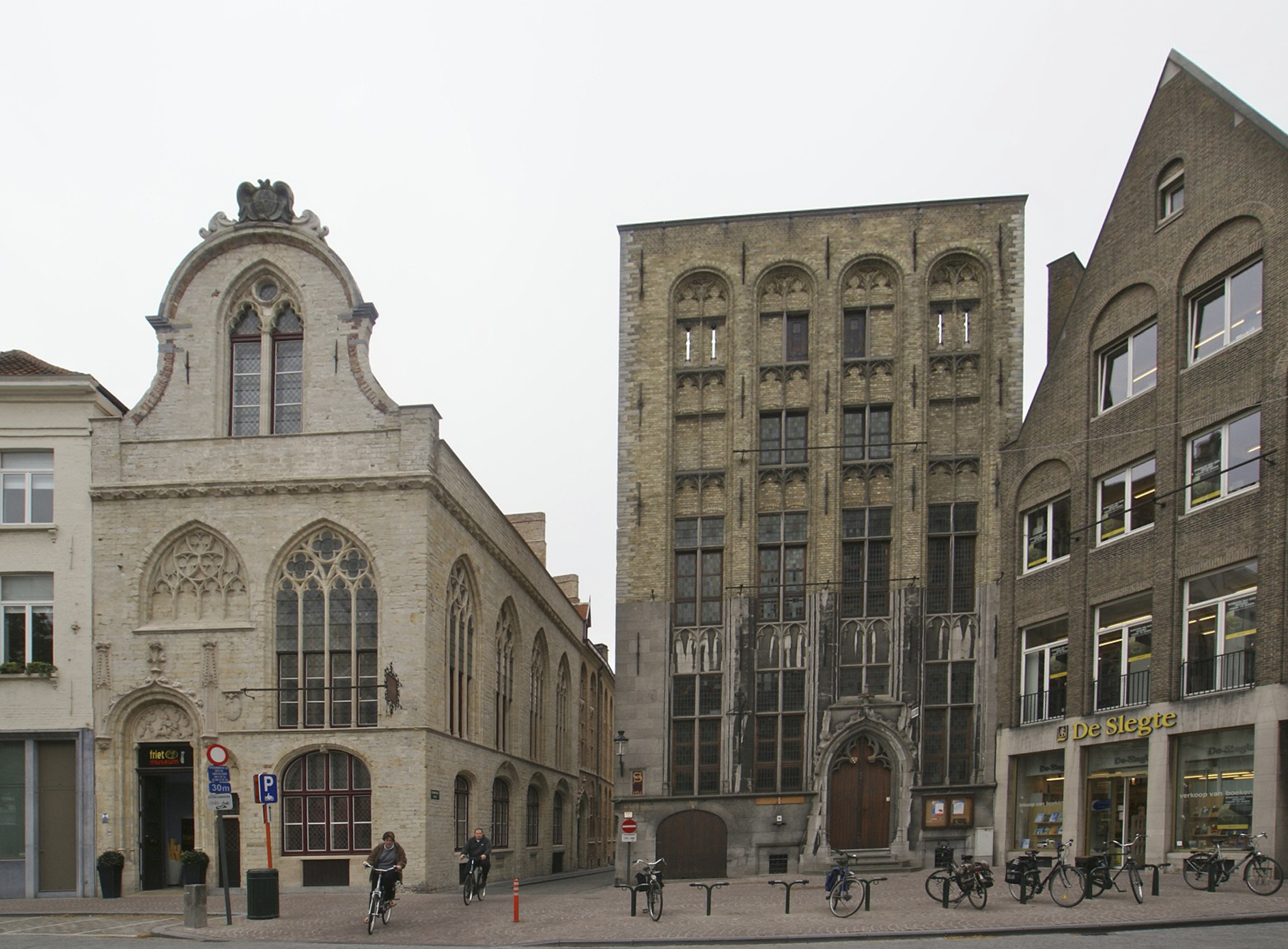
Thuật ngữ bourse (sàn giao dịch) có nguồn gốc từ một lữ quán có tên "Huis ter Beurze" (trung tâm) nằm tại Bruges vào thế kỷ 13. Từ những thành phố nói tiếng Hà Lan tại các quốc gia nằm ở vùng trũng (như Bruges và Antwerp), từ 'beurs' dần được sử dụng ở các thành phố khác ở châu và được nói lái thành "bourse", "borsa", "bolsa", "börse",...

### Ban đầu
Tại Pháp vào thế kỷ 12, những courtiers de change hay người trao đổi tiền là những người thay mặt các ngân hàng thực hiện nhiệm vụ quản lý và điều chỉnh các khoản nợ của các cộng đồng nông nghiệp. Vì họ trao đổi các khoản nợ với nhau, nên người ta thường coi đây là những nhà môi giới đầu tiên. Nhiều người hay hiểu lầm  khi cho rằng tại Bruges vào cuối thế kỷ 13, các thương nhân thường tụ tập buôn bán với nhau trong tòa nhà của một người đàn ông có tên Van der Beurze, và đến năm 1409, họ được gọi là "Brugse Beurse", từ đó đã dần dần hình thành nên những buổi họp chợ không chính thức. Tuy nhiên, trên thực tế, tòa nhà của gia đình Van der Beurze nằm ở Antwerp, và đây mới là nơi diễn ra những buổi họp chợ của các thương nhân;  nhà Van der Beurze, giống như hầu hết các thương gia ở thời điểm đó, coi Antwerp là địa điểm chính để trao đổi hàng hóa. Ý tưởng này nhanh chóng lan rộng khắp Flanders sang cả những nước xung quanh và "Beurzen" sau đó đã xuất hiện tại Ghent và Rotterdam.
Vào giữa thế kỷ 13, các chủ ngân hàng người Venice đã bắt đầu giao dịch cổ phiếu chính phủ. Năm 1351, nhà nước Venice ban hành lệnh cấm lan truyền tin đồn nhằm hạ giá quỹ chính phủ. Các chủ ngân hàng tại Pisa, Verona, Genoa và Florence cũng bắt đầu trao đổi cổ phiếu của chính phủ trong suốt thế kỷ 14. Điều này có thể thực hiện được là vì đây là những thành phố độc lập, quyền cai trị không thuộc về các công tước cai trị mà là một hội đồng gồm những công dân có ảnh hưởng. Các công ty Ý cũng là những tổ chức ngoài nhà nước đầu tiên phát hành cổ phiếu. Các công ty ở Anh và ở những quốc gia vùng trũng bắt đầu phát hành vào thế kỷ 16. Trong khoảng thời gian này, công ty cổ phần - tổ chức có cổ phiếu được đồng sở hữu bởi các cổ đông - đã xuất hiện và dần đóng vai trò quan trọng trong quá trình thuộc địa hóa hay còn được người châu Âu gọi dưới cái tên "Tân Thế giới".

### Sự ra đời của những thị trường chứng khoán chính thức

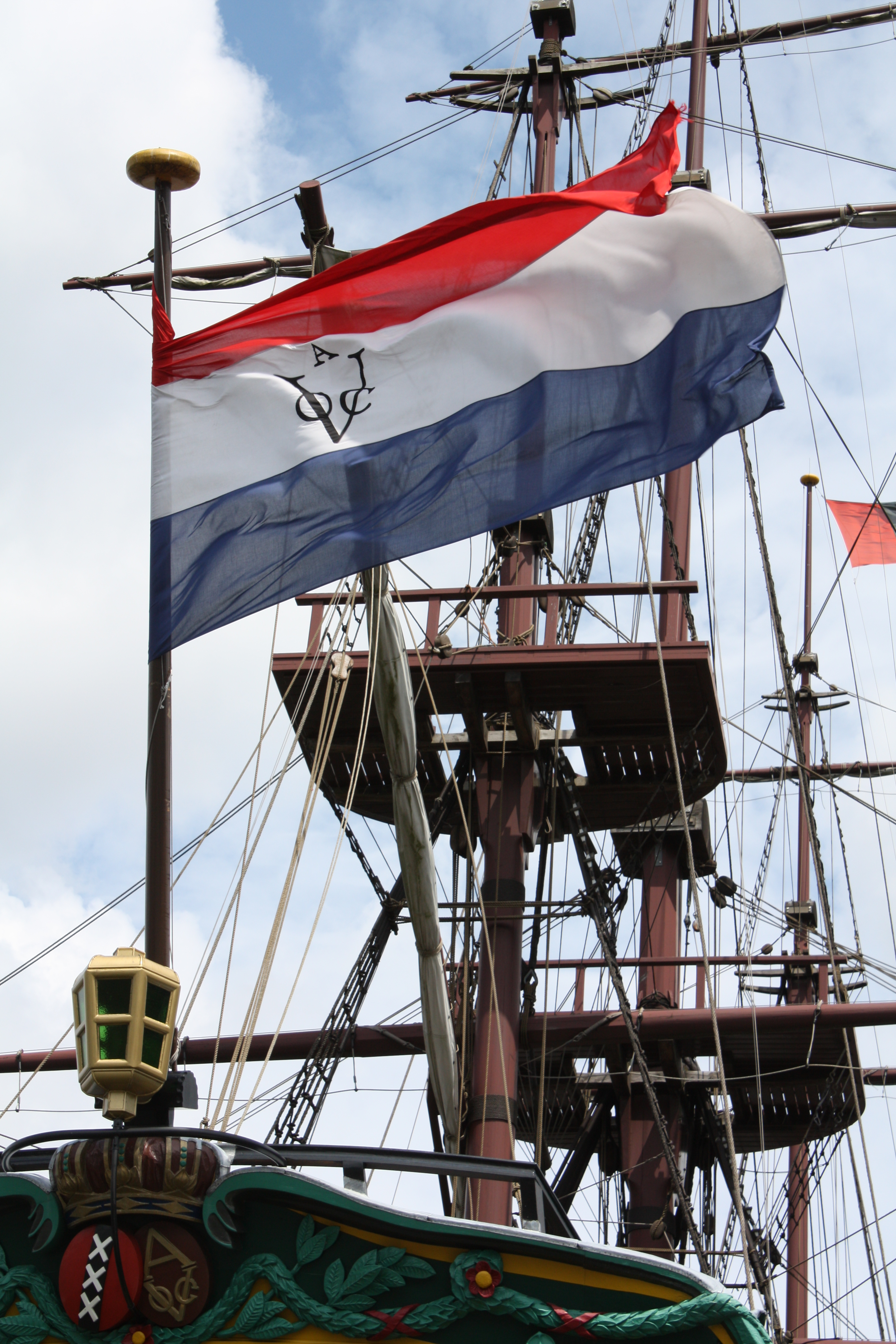
Phiên bản làm lại của một con tàu East Indiaman của Công ty Đông Ấn (viết tắt: VOC). Công ty Đông Ấn Hà Lan là công ty đầu tiên đưa tên mình lên sàn giao dịch chứng khoán chính thức. Vào năm 1611, sàn giao dịch chứng khoán đầu tiên trên thế giới (theo cách gọi ngày nay) đã được khánh thành bởi VOC tại Amsterdam. Theo lời của Robert J. Shiller, cổ phiếu VOC là "cố phiếu thật sự quan trọng đầu tiên" trong lịch sử tài chính.

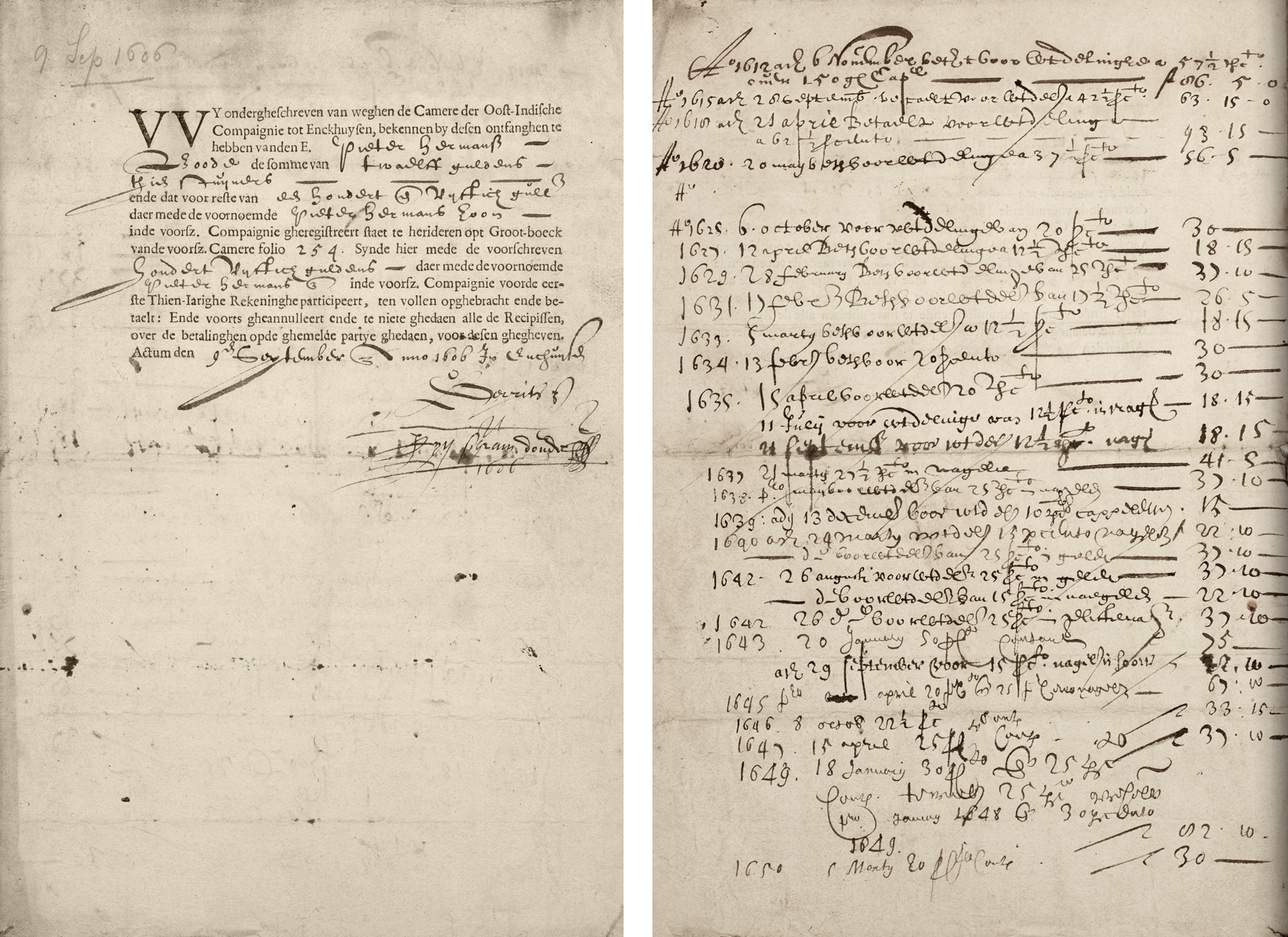
Một trong những chứng nhận cổ phiếu lâu đời nhất được biết đến, được phát hành bởi phòng VOC của Enkhuizen vào ngày 9 tháng 9 năm 1606. Thị trường chứng khoán – là một trong những yếu tố không thể thiếu trong chủ nghĩa tư bản hiện đại – chính thức đầu tiên đã được những nhà quản lý và chủ sở hữu của VOC sáng tạo ra trong giai đoạn đầu những năm 1600.

## Cơ cấu, mục tiêu và nguyên tắc

### Cơ cấu của thị trường chứng khoán
- Căn cứ vào phương thức giao dịch:

1. Thị trường giao dịch ngay (Thị trường thời điểm): Thị trường giao dịch mua bán theo giá của ngày hôm đó; việc thanh toán và giao hoán sẽ diễn ra sau đó vài ngày (tùy theo mỗi thị trường chứng khoán quy định riêng số ngày);
2. Thị trường tương lai: Thị trường mua bán chứng khoán theo những hợp đồng mà giá cả được thỏa thuận ngay trong ngày giao dịch; việc thanh toán và giao hoán sẽ diễn ra trong một kỳ hạn ở tương lai (1 tháng, 3 tháng, 6 tháng, 1 năm,…).

- Căn cứ vào tính chất chứng khoán giao dịch:

1. Thị trường cổ phiếu;
2. Thị trường trái phiếu;
3. Thị trường chứng khoán phái sinh, bao gồm thị trường hợp đồng tương lai, hợp đồng lựa chọn,… - Đây là thị trường cấp cao mua bán chuyển giao các công cụ tài chính cấp cao; Do đó thị trường này chỉ xuất hiện ở các nước có thị trường chứng khoán phát triển ở trình độ cao.

- Căn cứ vào lưu chuyển vốn:

1. Thị trường sơ cấp: tạo ra kênh thu hút tiền nhàn rỗi để đầu tư;
2. Thị trường thứ cấp: tạo ra khả năng chuyển đổi chứng khoán thành tiền mặt dễ dàng, thuận tiện; Tiền thu được ở đây không thuộc về nhà phát hành mà thuộc về nhà đầu tư bán chứng khoán, nhượng lại quyền sở hữu chứng khoán cho nhà đầu tư khác.

- Thị trường sơ cấp và Thị trường thứ cấp có mối quan hệ nội tại, thị trường sơ cấp là cơ sở, là tiền đề; Thị trường thứ cấp là động lực. Không có thị trường sơ cấp thì không có chứng khoán để lưu thông trên thị trường thứ cấp và ngược lại; nếu không có thị trường thứ cấp thì thị trường sơ cấp khó hoạt động thuận lợi.
Việc phân biệt Thị trường sơ cấp và Thị trường thứ cấp có tính chất tương đối.

## Cơ chế điều hành và Giám sát
Tại Việt Nam, việc điều hành và giám sát thị trường chứng khoán được tổ chức theo nhiều cấp độ khác nhau, bao gồm:
1. Các cơ quan quản lý của Chính phủ: Bộ Tài chính, Ủy ban Chứng khoán Nhà nước, các Bộ, cơ quan ngang Bộ theo lĩnh vực;
2. Các tổ chức tự quản: Sở Giao dịch chứng khoán, Hiệp hội các nhà kinh doanh chứng khoán.[26]